# مایکل باکر
مایکل باکر (انگلیسی: Michael Bacher؛ زادهٔ ۱۹ فوریهٔ ۱۹۸۸) بازیکن فوتبال اهل ایتالیا است.
از باشگاه‌هایی که در آن بازی کرده‌است می‌توان به باشگاه فوتبال کرمونزه اشاره کرد.
وی همچنین در تیم‌های ملی فوتبال زیر ۱۷ سال ایتالیا و Italy Lega Pro representative teams بازی کرده‌است.